# Сопковце
Сопковце, або Сопківці (словац. Sopkovce) — село в Словаччині, Гуменському окрузі Пряшівського краю. Розташоване в північно-східній частині Словаччини в південній частині Низьких Бескидів в долині Ондавиці.
Уперше згадується у 1567 році.

## Пам'ятки
У селі є греко-католицька церква Святого Миколая з 1770 року в стилі класицизму.

## Населення
| Рік:            | 1994. | 2004.    | 2014.    | 2024.    |
| --------------- | ----- | -------- | -------- | -------- |
| Кількість осіб: | 143   | 127      | 110      | 96       |
| Різниця:        |       | -11,18 % | -13,38 % | -12,72 % |

| Рік:            | 2023. | 2024.   |
| --------------- | ----- | ------- |
| Кількість осіб: | 99    | 96      |
| Різниця:        |       | -3,03 % |

У селі проживає 114 осіб.
Національний склад населення (за даними останнього перепису населення — 2001 року):
- словаки — 100,0 %.

Склад населення за приналежністю до релігії станом на 2001 рік:
- римо-католики — 57,36 %,
- греко-католики — 42,64 %.